# Métrocable (Caracas)
Pour les articles homonymes, voir Metrocable.
 (juin 2015).
Si vous disposez d'ouvrages ou d'articles de référence ou si vous connaissez des sites web de qualité traitant du thème abordé ici, merci de compléter l'article en donnant les références utiles à sa vérifiabilité et en les liant à la section « Notes et références ».
Ne doit pas être confondu avec Téléphérique de Caracas.
Metrocable est un système de télécabines installé par la ville vénézuélienne de Caracas, pour permettre d’accéder aux quartiers les moins développés de la commune. Il fait partie du réseau du métro de Caracas.

## Lignes et stations
Les stations sont les suivantes :
| Ligne                                                                           | Longueur (km) | Station            |
| ------------------------------------------------------------------------------- | ------------- | ------------------ |
| Metrocable de San Agustín - Parque Central En service depuis le 20 janvier 2010 | 1,8           | San Agustín        |
| Metrocable de San Agustín - Parque Central En service depuis le 20 janvier 2010 | 1,8           | El Manguito        |
| Metrocable de San Agustín - Parque Central En service depuis le 20 janvier 2010 | 1,8           | La Ceiba           |
| Metrocable de San Agustín - Parque Central En service depuis le 20 janvier 2010 | 1,8           | Hornos de Cal      |
| Metrocable de San Agustín - Parque Central En service depuis le 20 janvier 2010 | 1,8           | Parque Central     |
| Metrocable de Mariche - Palo Verde (En projet pour 2012)                        | 4,84          | Palo Verde         |
| Metrocable de Mariche - Palo Verde (En projet pour 2012)                        | 4,84          | Guaicoco           |
| Metrocable de Mariche - Palo Verde (En projet pour 2012)                        | 4,84          | La Dolorita        |
| Metrocable de Mariche - Palo Verde (En projet pour 2012)                        | 4,84          | La Dolorita Bloque |
| Metrocable de Mariche - Palo Verde (En projet pour 2012)                        | 4,84          | Mariche            |

Un  système similaire ayant inspiré cette installation a été installé à Medellin en Colombie.